# Гомза Ярослав Юрійович

Гомза Ярослав Юрійович

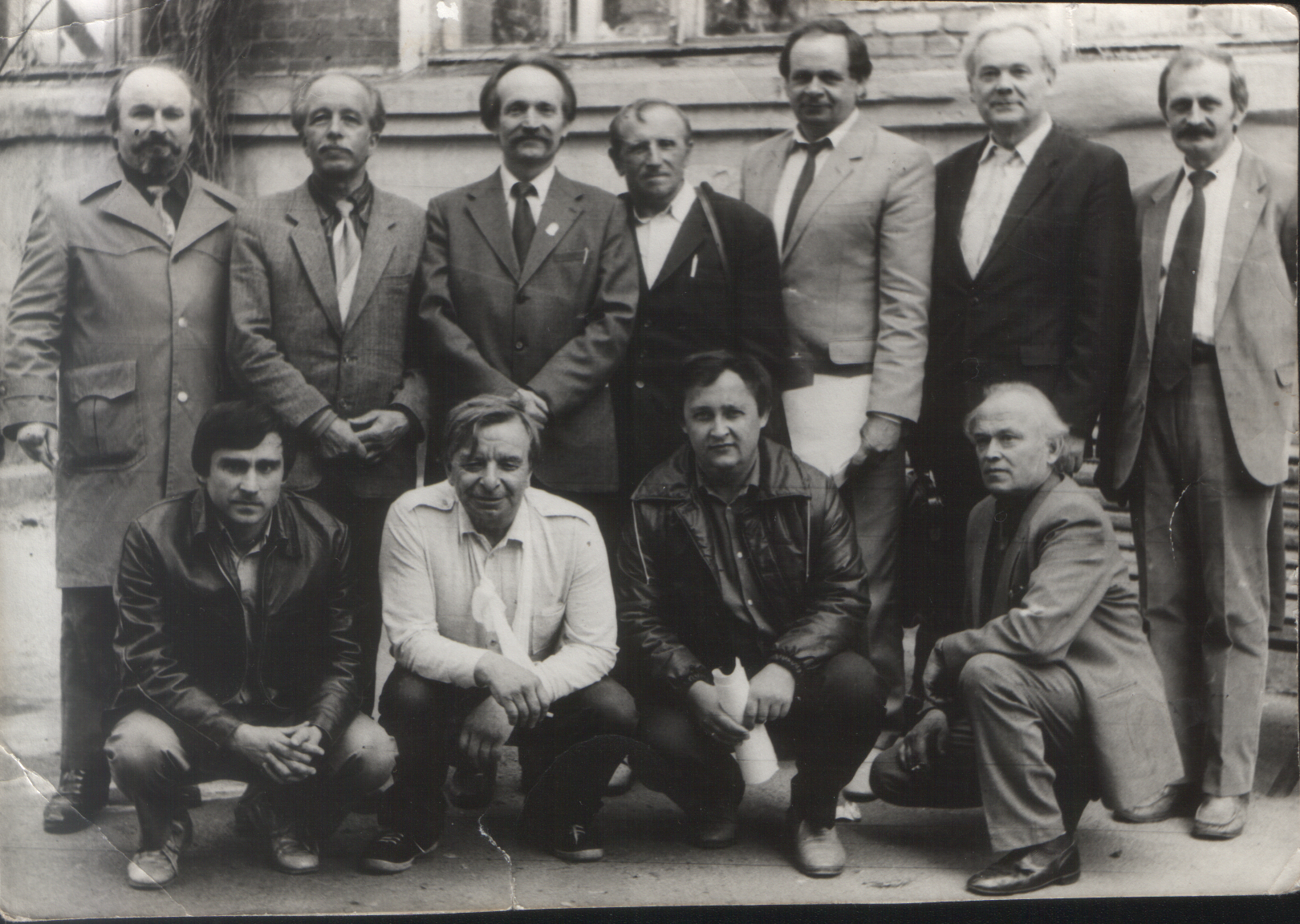
Гельсінська спілка на Донеччині: Луців Степан Ілліч перший зліва у верхньому ряду, другий — Ярослав Гомза, третій В'ячеслав Чорновіл

Гомза Ярослав Юрійович (нар. 18 вересня 1927 року в селі Монастирець Стрийського району Львівської області — 22 вересня 2011 року, смт Очеретине, Ясинуватський район, Донецька область) — український освітянин, шістдесятник, правозахисник, один з фундаторів УГС на Донеччині, активний член Народного Руху України, Донецького обласного Товариства української мови імені Т. Г. Шевченка, Української Республіканської партії, Організації Українських Націоналістів.

## Біографія
Народився в селянській родині. Три класи закінчив у сільській державній школі з «руською» мовою навчання, а з четвертого класу був учнем стрийської «Рідної Школи», з 1939 — у СШ № ІО в Стрию. Школу не закінчив — завадила Друга світова війна, яка вже тоді прийшла в регіон. У лютому 1942 року разом з батьком змушений був «добровільно» виїхати на роботу до Німеччини. Працював у бауера в селі Ґанзерін у Померанії, а батько — в сусідньому селі Кепіц.
Нав'язав контакти з різними українськими організаціями, передусім з «Українським Національним Об'єднанням» та «Українською Громадою». У автобіографії писав, що «Весь свій заробіток вкладав на газети та книжки, які розповсюджував між остарбайтерами-українцями. Найважливішими газетами були „Український Вісник“ (Берлін), „Наступ“ (Прага) та „Українська Дійсність“ (Берлін) і журнал „Пробоєм“ (Прага)».
У квітні 1945 року після «визволення» був заарештований органами «Смерш» 3-ї Ударної Армії і засуджений Військовим Трибуналом за ст. 58/І-а УК РРФСР на 10 років позбавлення волі і 5 років пораження в правах за «антирадянську діяльність» (розповсюдження української преси та книжок серед остарбайтерів-українців), зв'язок з СГД і ОУН". Покарання відбував у Сиблагу (Антибес) та Степлагу (Кенгір і Джезказган).
Звільнений після закінчення терміну покарання 1955 року. Виїхав на Донеччину, куди переїхали його батьки. Тут працював робітником спочатку на Очеретинському цегельному, а потім на Авдіївському коксохімічному заводах. Одночасно навчався і закінчив середню школу (у 1968 р.), курси німецької мови (у 1969 р.) та українське відділення філологічного факультету Донецького державного університету (1974 р.). З 1972 року до виходу на пенсію працював учителем німецької та української мов і української літератури в Очеретинській СШ.
Весь час після звільнення перебував під пильним наглядом КДБ, до 1972 року таємно, а 1972—1990 рр. — відкрито.
Попри це, з самого початку українського відродження включився і брав активну участь у громадській роботі: в Товаристві української мови ім. Т.Шевченка, Товаристві репресованих, Русі, УГС, УРП, ОУН. Видавав самвидавний журнал «Каяла», який після двох випусків через відсутність будь-яких коштів і технічних засобів припинив існування.
У квітні 1989 року почала свою діяльність Донецька організація Української Гельсінської Спілки. Пан Ярослав разом з В. Мазановим, С. Луцівим, Г. Гребенюком, М. Євграфовим та ін. взяв участь у установчих зборах організації. Збори відбувалися у Донецьку на приватній квартирі. Координатором від Проводу УГС спеціально до обласного центру приїхав В'ячеслав Чорновіл. Як говорив сам пан Ярослав, збори відбувалися під наглядом міліції і КДБ, які не дуже й приховували свою присутність. Але збори все ж відбулися. І обласну організацію УГС було створено. Після того, як УГС проголосила себе партією (Українська Республіканська партія), пан Ярослав зосередився на роботі у цій організації. Заснував осередок за місцем проживання. Одночасно активно працював і у інших організаціях націонал-патріотичного спрямування на Донеччині.
Завжди спрямовував свої зусилля на подолання чвар і взаємопоборювання у патріотичному середовищі. Тому, перебуваючи у лавах УРП, зосереджував свої зусилля не стільки на політиці, скільки на культурно-просвітницькій роботі. Зокрема, завжди підтримував патріотично налаштованих вчителів шкіл, керівників освітніх закладів. Передавав у школи підручники і книжки.
У 1990 році балотувався до Верховної Ради УРСР. Склав альтернативу тодішньому директорові Авдіївського коксохімічного заводу, висуванцеві від КПУ З. Островському. Висувався від націонал-демократичних сил області, які щойно зароджувалися. Шансів на перемогу не мав через відсутність необхідних ресурсів. На перемогу Островського, зрозуміло, працювала вся державна і партійна машина. Але сам факт балотування альтернативного кандидата з дисидентськими поглядами мав резонанс у суспільстві.
Я. Ю. Гомза регулярно відвідував різноманітні науково-практичні конференції, присвячені національно-патріотичій проблематиці, часто виступав на них з доповідями, які високо оцінювали науковці. Добре знав історію України, зокрема добу козаччини, визвольну боротьбу 1917—1921 рр., боротьбу ОУН-УПА та ін.
Писав багато дописів у газети і журнали. Найчастіше на історичну тематику. Його публікації знаходили місце у багатьох міських та районних газетах Донецької області, а також у центральних виданнях. Скільки саме і коли цих публікацій вийшло, нині встановити важко, оскільки пан Ярослав охоче ними ділився, не вимагаючи гонорарів і подяк.
У середині 90-х рр. XX ст., коли УРП переживала кризу, зосередив свою діяльність на роботі обласної організації ОУН на Донеччині. Після того, як Президент Уряду УНР в екзилі Микола Плав'юк склав свої повноваження і передав символи влади законно обраному Президентові Леоніду Кравчуку, почалося відновлення діяльності ОУН(м) (Плав'юк одночасно був Президентом уряду УНР в екзилі і Головою Проводу Українських Націоналістів) в областях України. Ярослав Гомза очолив Донецьку обласну організацію. Хоч і юридично відносив себе до представників націоналістів-«мельниківців», зберігав особисті дружні стосунки з багатьма членами бандерівського напрямку ОУН, що перебували у КУН. Принципово вважав, що розбіжності між двома організаціями можна і треба подолати.
Входив до редколегії часопису товариства політв'язнів і репресованих «Зона», який видавав Ю. Хорунжий.
Мав дружні стосунки з багатьма дисидентами, літераторами, зокрема з І. Дзюбою, Євгеном Пронюком, Борисом Антоненко-Давидовичем, В.Шевчуком, Петром Лаврівим.
Досконало знав німецьку мову. Міг вільно нею спілкуватися.
У житті був скромним, доброзичливим. До нього у Очеретине часто приїздили гості. Земляки, хоч і не завжди поділяли його погляди, дуже шанували пана Ярослава за розум і принциповість у переконаннях.